# Mark Bradtke
Mark Bradtke, né le 27 septembre 1968 à Adélaïde en Australie, est un joueur australien de basket-ball évoluant au poste de pivot.